# Villa flaivicrura
Villa flaivicrura är en tvåvingeart som beskrevs av Hall 1976. Villa flaivicrura ingår i släktet Villa och familjen svävflugor. Inga underarter finns listade i Catalogue of Life.